# Peperomia fournieri
Peperomia fournieri är en pepparväxtart som beskrevs av C. Dc.. Peperomia fournieri ingår i släktet peperomior, och familjen pepparväxter. Inga underarter finns listade i Catalogue of Life.